# Siegfried Wolske
Siegfried Wolske (* 25. Dezember 1925 in Berlin; † 12. Dezember 2005 in Hamburg) war ein deutscher Architekt.

## Leben
Siegfried Wolskes Schullaufbahn wurde 1943 durch die Einberufung zum Militär unterbrochen. Nach dem Krieg besuchte er 1946 das Charlottenburger Gymnasium, wo er ein Jahr später das Abitur machte. Von 1948 bis 1952 studierte Siegfried Wolske an der TU Berlin Architektur. Bestimmenden Einfluss gewann hier Hans Scharoun, vor allem sein Begriff des „organischen Bauens“.

## Werk
Nach Abschluss des Studiums war Wolske seit 1952 in Köln tätig. Er arbeitete in den Architekturbüros von Hans Schumacher und Hans Schilling. 1954 nahm er am Wettbewerb zum Bau der Beethovenhalle in Bonn teil und gewann den 1. Preis.

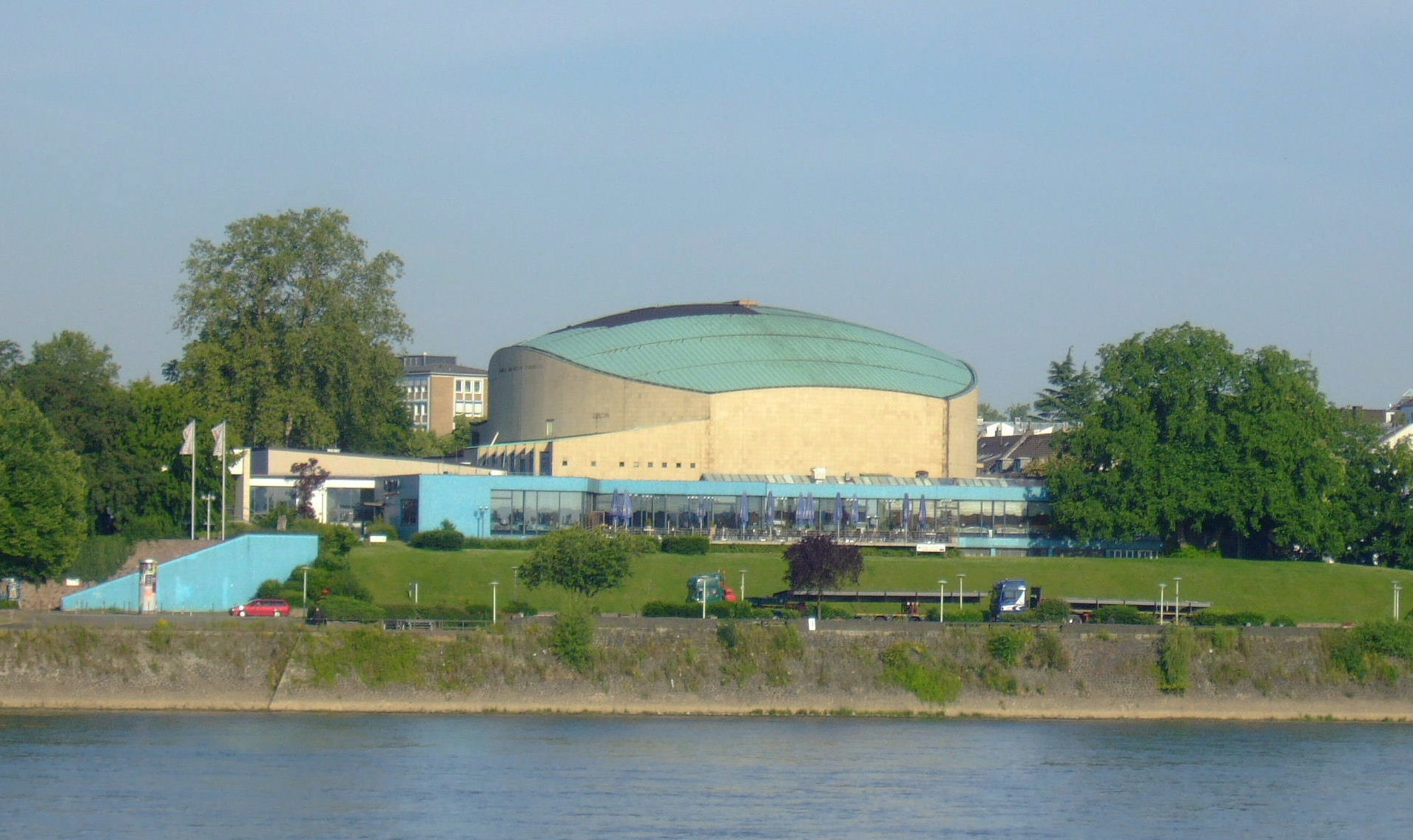
Beethovenhalle Bonn

In dieser Zeit zog Siegfried Wolske nach Hamburg und arbeitete unter Ernst May in der Planungsabteilung der Neuen Heimat. 1955 erhielt er von der Stadt Bonn den Auftrag, den Entwurf für die Beethovenhalle zu realisieren. Die Bonner Halle war sein Erstlingswerk. In den folgenden Jahren machte Wolske sich selbständig. Von 1972 bis 1984 ging er eine Partnerschaft mit Peter Erler ein.

## Bauten (Auswahl)
- Beethovenhalle, Bonn, 1954–1959
- Pflanzenzuchtanstalt, Göttingen (Universität), 1968–1971
- Wohnhochhaus „Alpha“, Hamburg, 1965–1969
- EDEKA-Zentrale, Hamburg, 1970–1974
- Kindertagesheim, Hamburg (Greifswalder Straße), 1978–1983
- Wohnungen und Gemeinschaftsbauten, Hamburg (Essener Straße), 1979–1982

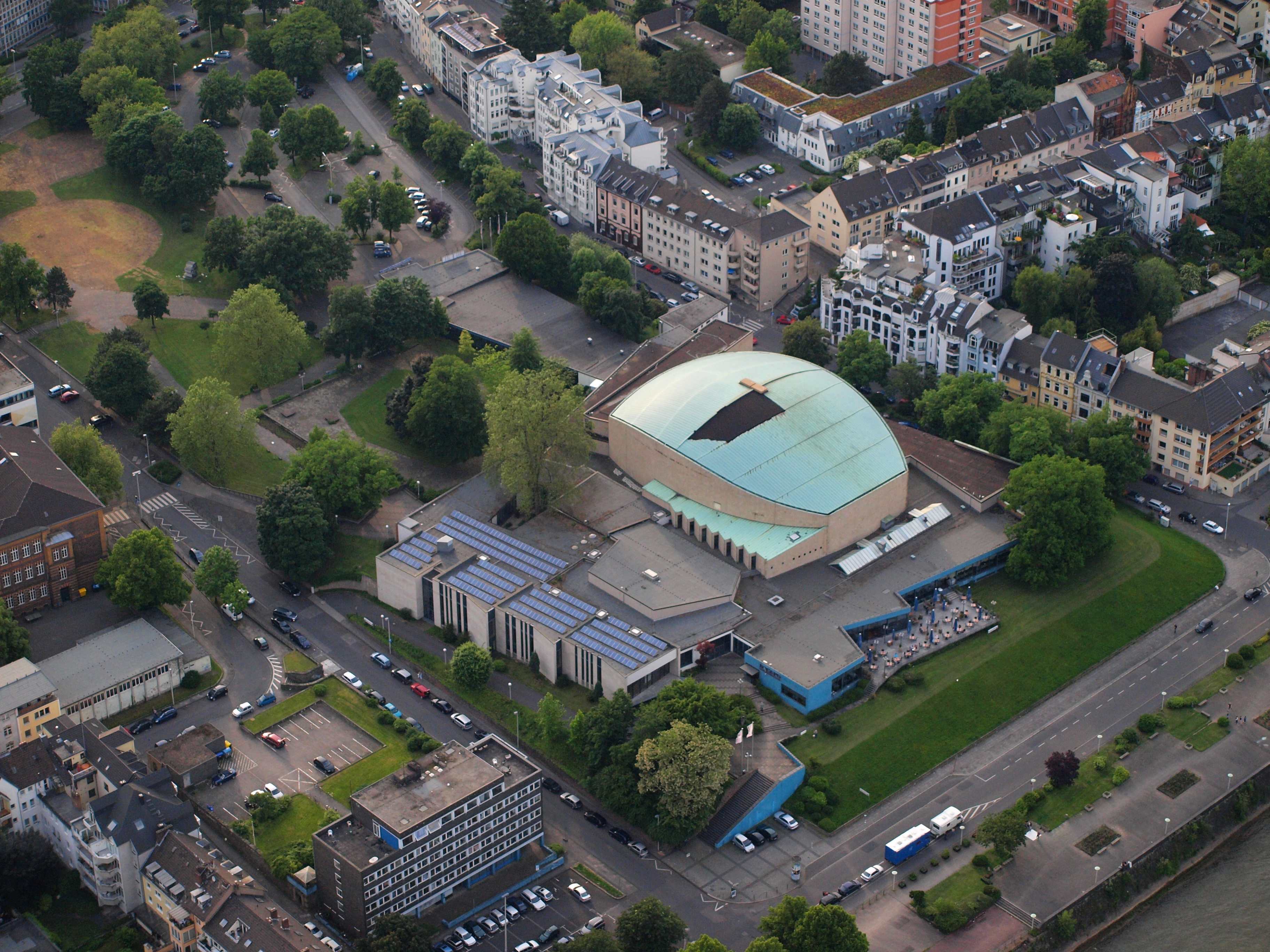
Beethovenhalle, Luftaufnahme